# 深圳市高中阶段学校招生考试
深圳市高中阶段学校招生考试简称深圳中考，是中国广东省深圳市所有完成九年义务教育的应届初中毕业学生升入高中所须要参加的统一考试。
所有深圳市户籍非高中阶段在读的初中毕业生以及符合条件的非本市户籍学生均可以报名参加考试和录取，不符合条件但具有深圳市初三学籍的随迁子女仅可参加民办普通高中招生。
深圳中考的命题由抽调的一线教师完成，考试内容包含语文、数学、外语、物理·化学（合卷）、历史·道德与法治（合卷）、体育与健康六个科目。各科的考試時間、考試難度和所占權重各不相同。深圳中考目前採用网上评卷。
2015年至2020年，深圳中考由标准分改用满分为460分的原始分并取消择校生。
自2021年起，深圳中考满分调整至610分并取消直升生（保送生）。

## 考试项目

### 考试内容

#### 2021年新中考
根据《深圳市教育局关于进一步推进高中阶段学校考试招生制度改革的实施意见》，自2021年起，深圳中考总分将由460分升至610分，并新增道德与法治与历史合卷。
语文分值由100分至120分，物理化学合卷分值提升由100分至120分，历史分值提升占比由30分至70分，体育与健康分值提升由30分至50分。
语文考试时间由100分钟增加至120分钟，物理化学合卷考试时间由90分钟增加至100分钟，外语（英语）笔试考试时间由80分钟缩短至70分钟，听说考试由15分钟增加至20分钟。
|              | 语文 | 数学 | 外语（含听说）       | 物理·化学            | 历史·道德与法治            | 体育与健康 |
| ------------ | ---- | ---- | -------------------- | -------------------- | -------------------------- | ---------- |
| 时间（分钟） | 120  | 90   | 70+20                | 100                  | 100                        | 不適用     |
| 分值         | 120  | 100  | 100（笔试75+听说25） | 120（物理70+化学50） | 120（历史70+道德与法治50） | 50         |

#### 2015年旧中考
2015年至2020年，深圳市中考一共有语文、数学、英语、理化（物理、化学合卷）、历史、体育六个科目。
|              | 语文 | 数学 | 英语（含听说）       | 物理·化学 | 历史 | 体育   |
| ------------ | ---- | ---- | -------------------- | --------- | ---- | ------ |
| 时间（分钟） | 100  | 90   | 80+15                | 90        | 60   | 不適用 |
| 分值         | 100  | 100  | 100（笔试85+听说15） | 100       | 100  | 100    |
| 权重         | 1.0  | 1.0  | 1.0                  | 1.0       | 0.3  | 0.3    |

此前，深圳市2015年旧中考的六个考试科目为语文、数学、英语、科学、历史与社会、体育。各科目权重则时有调整，其中体育由2008年的0.08调至2009年的0.2再到2010年的0.3，科学则在2013年由1.0增加到1.5，考试时间与现在相应科目基本一致，唯科学在2013年及2014年因权重调整考试时间增加至120分钟。2015年中考改革之后，科学由理化代替，历史与社会由历史代替；权重方面，理化重回1.0，历史则降至0.3；时间方面英语笔试减少至80分钟，理化则减至90分钟。

#### 历年考试权重及时间
| 考试时间/权重 | 语文          | 数学         | 英语（含听说）  | 科学          | 历史与社会   | 体育 |
| ------------- | ------------- | ------------ | --------------- | ------------- | ------------ | ---- |
| 2008年        | 100分钟 / 1.0 | 90分钟 / 1.0 | 90+15分钟 / 1.0 | 90分钟 / 1.0  | 60分钟 / 0.6 | 0.08 |
| 2009年        | 100分钟 / 1.0 | 90分钟 / 1.0 | 90+15分钟 / 1.0 | 90分钟 / 1.0  | 60分钟 / 0.6 | 0.2  |
| 2010年        | 100分钟 / 1.0 | 90分钟 / 1.0 | 90+15分钟 / 1.0 | 90分钟 / 1.0  | 60分钟 / 0.6 | 0.3  |
| 2011年        | 100分钟 / 1.0 | 90分钟 / 1.0 | 90+15分钟 / 1.0 | 90分钟 / 1.0  | 60分钟 / 0.6 | 0.3  |
| 2012年        | 100分钟 / 1.0 | 90分钟 / 1.0 | 90+15分钟 / 1.0 | 90分钟 / 1.0  | 60分钟 / 0.6 | 0.3  |
| 2013年        | 100分钟 / 1.0 | 90分钟 / 1.0 | 90+15分钟 / 1.0 | 120分钟 / 1.5 | 60分钟 / 0.6 | 0.3  |
| 2014年        | 100分钟 / 1.0 | 90分钟 / 1.0 | 90+15分钟 / 1.0 | 120分钟 / 1.5 | 60分钟 / 0.6 | 0.3  |
| -             | 语文          | 数学         | 英语（含听说）  | 理化          | 历史         | 体育 |
| 2015年        | 100分钟 / 1.0 | 90分钟 / 1.0 | 80+15分钟 / 1.0 | 90分钟 / 1.0  | 60分钟 / 0.3 | 0.3  |
| 2016年        | 100分钟 / 1.0 | 90分钟 / 1.0 | 80+15分钟 / 1.0 | 90分钟 / 1.0  | 60分钟 / 0.3 | 0.3  |
| 2017年        | 100分钟 / 1.0 | 90分钟 / 1.0 | 80+15分钟 / 1.0 | 90分钟 / 1.0  | 60分钟 / 0.3 | 0.3  |
| 2018年        | 100分钟 / 1.0 | 90分钟 / 1.0 | 80+15分钟 / 1.0 | 90分钟 / 1.0  | 60分钟 / 0.3 | 0.3  |
| 2019年        | 100分钟 / 1.0 | 90分钟 / 1.0 | 80+15分钟 / 1.0 | 90分钟 / 1.0  | 60分钟 / 0.3 | 0.3  |
| 2020年        | 100分钟 / 1.0 | 90分钟 / 1.0 | 80+15分钟 / 1.0 | 90分钟 / 1.0  | 60分钟 / 0.3 | 0.3  |

## 报名
深圳中考报名时间通常在4或5月份，并且在网络上建立考生档案和录取。

### 条件
具有深圳市戶籍的非高中阶段在读的初中毕业生，和符合《深圳市关于加强和完善人口管理工作的若干意见及五个配套文件的通知》、在深圳市就读、具有所读学校学籍非深圳市戶籍随迁子女可以报名，其中在深就读的应届初中毕业生在所就读学校集体报名，往届毕业生及在市外就读的应届毕业生在各区教育局报名站报名；此外，不符合上述规定的非深圳市戶籍随迁子女仅可参加民办普通高中自主招生。

### 人数
虽然深圳市教育局已经采取措施要求学校不得阻止符合条件的学生报名，但是深圳中考的报名人数并没有达到毕业生人数，其中的主要原因是许多没有深圳户籍的应届毕业生无法满足《深圳市关于加强和完善人口管理工作的若干意见及五个配套文件的通知》的条件。
| 2008年   | 2009年   | 2010年   | 2011年   | 2012年  | 2013年   | 2014年  | 2015年   | 2016年   | 2017年   | 2018年  | 2019年  | 2020年   | 2021年 | 2022年   | 2023年   |
| -------- | -------- | -------- | -------- | ------- | -------- | ------- | -------- | -------- | -------- | ------- | ------- | -------- | ------ | -------- | -------- |
| 5.07万人 | 5.18万人 | 5.47万人 | 5.69万人 | 5.7万人 | 5.89万人 | 5.9万人 | 6.65万人 | 6.78万人 | 6.78万人 | 7.2万人 | 8.5万人 | 8.92万人 | 10万人 | 11.2万人 | 12.6万人 |

## 志愿填报
深圳中考志愿采用考前填报志愿一般在5月下旬，而且考生直接通过互联网填报志愿。填报志愿时会分不同批次，录取时也会按照批次顺序录取。

### 指標生
考生在填报志愿时可以选择成为唯一一所学校的指标生。如果申请指标生的考生中考成绩达到了指标生志愿学校的分数线，则该考生被当做普通生正常录取，其指标名额自动递补给下一个资格考生，直至考生所在初中学校中申请同一高中的第一个低于该高中录取分数线的考生开始按照指标生录取，但是该生的成绩不得低于高中录取分数线15分以上。
获得指标生资格必须同时具备以下条件：
1. 符合招生条件的应届初中毕业生
2. 参加深圳市高中阶段学校招生考试
3. 综合表现评定等级为B以上（含B）
4. 须从初一年级第一学期起一直在报名所在初中学校就读，且取得该校三年学籍。

从外市转入深圳市初中学校的学生报考指标生，须从初三年级第一学期起已在报名所在初中学校就读，并取得该校学籍（从外市转入深圳市初中学校就读后再在深圳市内转学的学生，不再享有指标生报考资格）

### ACD类考生

#### A、C类考生
具有深圳户籍的考生为A类考生。
享受深圳市政府优惠政策照顾对象的子女为C类考生。
A、C类考生划线录取分数线一致，比D类考生划线录取分数线略低。

#### D类考生
除A、C类考生外，符合参加统一划线录取条件的考生即为D类考生。通常指非深户考生。
D类考生划线录取分数线比A、C类考生划线录取分数线略高。

## 考试过程

### 体育考試
2006年深圳中考增设体育考试，體育考試大體上在4月份或5月份開考。考生需要选择1个选考科目，且必须参加1个必考科目，目前这个必考项目是200米跑或中长跑(女800米、男1000米)。
2021年深圳市新中考体育成绩，取必考科目和选考项目成绩的平均分，平均分超过100分的按100分计，权重0.5。

#### 体育必考项目（二选一）
- 短跑（200米）

- 中长跑（男1000米、女800米）

#### 体育选考项目（七选一）
- 100米游泳
- 跳绳（限时一分钟）
- 中长跑（男1000米、女800米）
- 篮球（半场来回运球上篮）
- 实心球
- 立定跳远
- 仰卧起坐（女，限时一分钟）/引体向上（男）[35]

#### 体育免考和缓考
丧失运动能力的残疾学生和體育尖子生可以免考体育并得到中考体育成绩满分。
身体存在重大疾病、身体发育异常不能参加体育活动者可以免考体育并得到中考体育成绩70%的分數。
身体发育异常、严重营养不良及肥胖症、畸形，但平时仍上体育实践课的考生可选择只参加选考科目中的一项考试，按实际得分的70%计算得分计入中招考试成绩。
临时有伤病的考生可申请缓考。

### 英语听说考試
2008年以前，深圳中考的英语科目考试为笔试+口语考试的考试形式，其中口语考试满分10分，笔试满分90分，而笔试中的包含的听力测试占25分。
自2009年起，英语科目笔试部分取消听力考试，将听力考试与口语考试合并为英语听说考试，并降低分数比重（听力与口语共计15分）。聽說考試通常於5月份舉行，2018年考試時間為5月12日到13日。
考试採取计算机人機對話的形式。
听力有障碍的学生可以免试并得到英语笔试成绩×15/85的分數。
自2021年起，英语听说考试分值占比由15分提升至25分，考试时间20分钟。

### 文化课考试
语文、数学、英语笔试、理化和历史六门科目一般在6月份的第三周周末考试。

### 物理、化学和生物实验操作考核
理化生实验操作考试成绩以等级呈现，分为合格和待合格，参加高中阶段学校录取的考生均须达到“合格”等级。
每科操作考核时间为10分钟。

### 时间表
| 日期         | 上午            | 下午                   |
| ------------ | --------------- | ---------------------- |
| 5月14-15日   | 英语听说        | 英语听说               |
| 5月16日-30日 | 体育            | 体育                   |
| 6月26日      | 语文 9:00-11:00 | 理化 15:00-16:40       |
| 6月27日      | 数学 9:00-10:30 | 历史与道法 15:00-16:40 |
| 6月28日      | 英语 9:00-10:10 | 英语 9:00-10:10        |

#### 以往安排
| 日期            | 上午            | 下午                   |
| --------------- | --------------- | ---------------------- |
| 2011年          |                 |                        |
| 5月5-20日       | 体育            | 体育                   |
| 5月21-22日      | 英语听说        | 英语听说               |
| 6月19日         | 语文 9:00-10:40 | 英语 15:00-16:30       |
| 6月20日         | 数学 9:00-10:30 | 科学 14:00-15:30       |
| 6月20日         | 数学 9:00-10:30 | 历史与社会 16:30-17:30 |
| 2012年          |                 |                        |
| 5月5日-20日     | 体育            | 体育                   |
| 5月12日-13日    | 英语听说        | 英语听说               |
| 6月22日         | 语文 9:00-10:40 | 英语 15:00-16:30       |
| 6月23日         | 数学 9:00-10:30 | 科学 14:00-15:30       |
| 6月23日         | 数学 9:00-10:30 | 历史与社会 16:30-17:30 |
| 2013年          |                 |                        |
| 5月6日-20日     | 体育            | 体育                   |
| 5月18日-19日    | 英语听说        | 英语听说               |
| 6月22日         | 语文 9:00-10:40 | 英语 15:00-16:30       |
| 6月23日         | 数学 9:00-10:30 | 科学 14:00-16:00       |
| 6月23日         | 数学 9:00-10:30 | 历史与社会 17:00-18:00 |
| 2014年          |                 |                        |
| 5月5日-20日     | 体育            | 体育                   |
| 5月17日-18日    | 英语听说        | 英语听说               |
| 6月21日         | 语文 9:00-10:40 | 英语 15:00-16:30       |
| 6月22日         | 数学 9:00-10:30 | 科学 14:00-16:00       |
| 6月22日         | 数学 9:00-10:30 | 历史与社会 17:00-18:00 |
| 2015年          |                 |                        |
| 5月5日-20日     | 体育            | 体育                   |
| 5月16日-17日    | 英语听说        | 英语听说               |
| 6月20日         | 语文 9:00-10:40 | 英语 15:00-16:20       |
| 6月21日         | 数学 9:00-10:30 | 理化 14:00-15:30       |
| 6月21日         | 数学 9:00-10:30 | 历史 16:30-17:30       |
| 2016年          |                 |                        |
| 5月5日-20日     | 体育            | 体育                   |
| 5月21日-23日    | 英语听说        | 英语听说               |
| 6月25日         | 语文 9:00-10:40 | 英语 15:00-16:20       |
| 6月26日         | 数学 9:00-10:30 | 理化 14:00-15:30       |
| 6月26日         | 数学 9:00-10:30 | 历史 16:30-17:30       |
| 2017年          |                 |                        |
| 5月4日-20日     | 体育            | 体育                   |
| 5月20-21日      | 英语听说        | 英语听说               |
| 6月24日         | 语文 9:00-10:40 | 英语 15:00-16:20       |
| 6月25日         | 数学 9:00-10:30 | 理化 14:00-15:30       |
| 6月25日         | 数学 9:00-10:30 | 历史 16:30-17:30       |
| 2018年          |                 |                        |
| 4月23日-5月10日 | 体育            | 体育                   |
| 5月12-13日      | 英语听说        | 英语听说               |
| 6月23日         | 语文 9:00-10:40 | 英语 15:00-16:20       |
| 6月24日         | 数学 9:00-10:30 | 理化 14:00-15:30       |
| 6月24日         | 数学 9:00-10:30 | 历史 16:30-17:30       |
| 2019年          |                 |                        |
| 4月23日-5月10日 | 体育            | 体育                   |
| 5月12-13日      | 英语听说        | 英语听说               |
| 6月23日         | 语文 9:00-10:40 | 英语 15:00-16:20       |
| 6月24日         | 数学 9:00-10:30 | 理化 14:00-15:30       |
| 6月24日         | 数学 9:00-10:30 | 历史 16:30-17:30       |
| 2020年          |                 |                        |
| 6月10日-25日    | 体育            | 体育                   |
| 6月26-27日      | 英语听说        | 英语听说               |
| 7月20日         | 语文 9:00-10:40 | 英语 15:00-16:20       |
| 7月21日         | 数学 9:00-10:30 | 理化 14:00-15:30       |
| 7月21日         | 数学 9:00-10:30 | 历史 16:30-17:30       |
| 2021年          |                 |                        |
| 4月13日-30日    | 体育            | 体育                   |
| 5月15-16日      | 英语听说        | 英语听说               |
| 6月26日         | 语文 9:00-11:00 | 理化 15:00-16:40       |
| 6月27日         | 数学 9:00-10:30 | 历史与道法 15:00-16:40 |
| 6月28日         | 英语 9:00-10:10 | 英语 9:00-10:10        |

## 阅卷
自2008年起，深圳中考开始实施网上阅卷。具体流程为：所有科目的考试结束后，深圳市教科院会组织技术人员对答题卡进行分类整理和电子扫描，对电子化的答题卡进行图像切割处理和数据校验，之后再正式开始评卷。2013年深圳的阅卷点包括红岭中学和南头中学两处，每个学校都开辟数十间阅卷教室。语文作文由两个老师各自批改，最后再综合成绩，如果两个成绩误差在国家规定的范围之外，还会进入“三评”甚至“四评”，有争议的还要经过讨论，由学科领导小组判定成绩。
此外，各学校、各考生甚至考生试卷的每一道题目都是由电脑随机抽取，不会有先后之分。试卷一般30份为一包。在阅评完一包试卷后，电脑系统会随机抽选出一份评过的试题，由同一名阅卷者在不知情的情况下再评一次，此外阅评组组长也可在后台进行监控，如果某一名阅评者前后标准不同，系统就会将其公示出来。

## 成绩反馈
2015年起深圳中考的成绩由单科原始分、单科等级和原始总分同时呈现。单科等级成绩根据单科原始划定，每一科的标准分所对应的等级为A+（5%）、A（20%）、B+（25%）、B（25%）、C+（20%）、C（5%）。
标准总分由语文、数学、英语、物理·化学、历史、体育六科标准分合成，其中语文、数学、英语、理化权重均为1，历史权重为0.3，体育权重为0.3。
深圳中考自20世纪90年代起实行标准分，2007年因课程改革采用原始分，2008年因区分度较差、效果不理想而重新采用标准分，使用标准分期间，在学生的成绩单上并不能查询到每一课的标准分或原始分，也不能查询到总分的原始分或排名。但是由于标准分符合正态分布，因此可以根据标准分和考试人数计算出全市排名。

## 录取

### 綜合表現評定
綜合表現評定是指考前考生的同學及老師為考生的品行打分，分為A，B，C，D四個等級，A为最高，D为最低。在同等条件下，高中学校会优先录取综合表现评价等级更高的学生。
作为高中阶段学校招生的重要依据之一，评价结果为C或D等级的初三毕业生不能填报省一级学校。评价结果C及以上的应届初三毕业生所持义务教育证书填“毕业”，评价结果D等级的应届初三毕业生所持义务教育证书填“结业”。

### 特殊录取方式

#### 直升生（保送生）
一些拥有高中部的初中学校为了留下本校优秀的生源，会在中考前和部分学生签约，直升生拟录名单会在中考之前公布。2013年，31所学校一共1440人升入各自学校的高中。
已经成为直升生的学生仍然需要参加中考，但不需要再填报志愿。
自2018年起，深圳市教育局控制直升生比例不超过10%，2019年直升生比例不超过5%，并于2020年全面取消直升生。

#### 自主招生
一些高中学校会按照自己学校对学生的特殊要求，在不违反教育局有关政策的前提下，自行招收一部分高一学生的招生方式。此外，部分民办普通高中及中职学校也有自主招生。

#### 特长生（艺术生、体育生等）
符合深圳市中考报名条件的、且具有一定体育、艺术等特长的中考考生，可以报名深圳市部分学校的特色班级。
通常特长生划线录取分数比一般考生的要低。
2019年，深圳共有24所公办普通高中招收特长生，每个学校招生侧重类别不一样。

### 成绩查询与复核
中考成绩可通过深圳招考網在线查询，也可通過手機短信查詢，成绩公布日期通常為7月10日。对查询结果持有异议的考生可以在成绩公布之后两日内申请复核。但複核只能檢查成績的計算是否出現問題，不能檢查評分標準。

### 分批录取
深圳中考的录取按照填报志愿的批次进行。被上一批次学校录取的考生，将不再参加下一批次学校的录取。

#### 提前批
提前批是艺术学校、体育学校以及各高中学校体育、艺术特长生。

#### 第一批
第一批是普通高中和部分国家和省级重点中职学校。

#### 第二批
第二批是深圳市的中等职业学校。

#### 第三批
第三批是部省属（含跨市）的中职类学校。

## 爭議

### 深圳金融界高层子女中考加分争议
2008年4月，深圳市民杨先生向媒体爆料，称其在学校发放的中考报名材料中发现一条规定：“对于深圳金融界高层的子女，加10分投档录取。”杨先生表示：“如果政府确实要体现对高科技人才的重视，可以适当提高他们的工资待遇，而不是让他们的事业惠及子女，这样对其他孩子不公平。”其他网友更是用“学好数理化，不如有个好爸爸！”表达对该政策的不满。深圳市招考办随后回应，称该规定在深圳已经试行了好几年，事实上政府对该政策执行非常严格，每年中考能享受到该政策的只有五六人，且每年都会对名单进行公示。
2008年4月25日，深圳市教育局宣布深圳市“金融高管子女中考加分”的规定从2008年起停止执行。

### 2012年语文多音字争议
2012年語文考試的選擇題中的字音題引起廣泛爭議。
```
请选出下列词语中加点字读音正确的一项（     ）
A.
褶
皱zhě 
汲
取jí 峥
嵘
róng 
锲
而不舍qì 
B.
剽
悍piāo  
荫
蔽yìn  
伫
立zhù  面面相
觑
qù 
C.追
溯
sù  叱
咤
chà 箱
箧
qiè 瘦骨嶙
峋
xún 
D.骷
髅
lóu 
殷
红yīn 
炽
痛chì 盛气
凌
人lín
```

參考答案給出的正確選項是B選項，但部分考生对B选项中“荫蔽”的“荫”字的读音有異議，在查閱部份工具書時發現“荫蔽”的“荫”字讀音為yīn，故要求重審答案。
後來深圳市招考办称，国家颁布的《普通话异读词审音表》明确规定：“荫”统读yìn，因此，该小题的命题依据正确。然而个别工具书未严格按国家规定标音，对考生答题产生了客观影响，所以该题全部考生均可得分。

### 2013年体育免考争议
2006年深圳中考增设体育考试，同时也对部分符合条件的毕业生实行免考制度，但在2014年免考制度被废除，因此2013年将是深圳中考体育免考的最后一年。2013年4月25日，深圳市教育局公布了2013年度深圳中考体育免考的人员名单，由于人数达到3116人，远超过前一年的1800多人，许多免考生的免考资格受到质疑。
随后深圳市教育局副局长唐海海表示对于可能存在的问题将彻查到底。5月13日，深圳市教育局在其官方微博公布了检查结果，一共有460名免考生资格不予认定，通报称：
1、名列体育尖子生公示名单，但秩序册名单中没有名字的21人，不符合体育尖子生认定标准，不予认定；
2、在跆拳道项目中，有19人参与的项目属表演性质，不符合体育尖子生认定标准，不予认定；
3、2013年新增项目(飞盘、空手道、跳绳)不符合《深圳市2013年初中毕业生升学体育考试方案》规定，上述三个项目获奖的420人，不符合体育尖子生认定标准，不予认定。

### 深圳公办普高录取率不足五成争议
2019年，深圳市共有8.5万人参加中考，但2019年深圳全市公办普通高中仅能提供3.5万个学位，公办普高的录取率不到45%，与北上广等一线城市有明显差距，被深圳市民质疑“在深圳考高中难过考大学”，23名深圳市人大代表集体呼吁增加公办普通高中学位供给。对此，2020年，深圳市人民政府发布《深圳市高中学校建设方案（2020—2025年）》，该方案提出将通过现有高中挖潜、新建高中和高中园建设等方式，超常规增加公办普通高中学位，到2025年将新增公办普通高中学位近10万个，公办普高录取率达56%。

### 2022年深圳中考录取争议
2022年7月26日，深圳市招考办发布2022年深圳高中阶段学校第一批录取标准。与往年不同的是，在录取分数排名前三十的高中里，大多数学校深户（AC 类）分数线比非深户（D 类）分数线高，但部分2022年开办的高中园学校（如深圳实验学校高中园）录取分数线大幅低于预期，比中职类学校录取分数还低，引起深圳学生和家长热议。7月29日，深圳市招考办暂停办理线下业务。

## 外部連結
- 深圳招考網（简体中文）
- 深圳市教育局（简体中文）